# Jordan Gross
Pour les articles homonymes, voir Gross.
Ne doit pas être confondu avec Jordan Gross (hockey sur glace).
(en) Statistiques sur pro-football-reference
Jordan Alan Gross, né le 20 juillet 1980 à Nampa, Idaho, est un joueur américain de football américain.
Il a joué au poste d'offensive tackle pour les Panthers de la Caroline en National Football League (NFL).